# ماغدالينا فولارزوك
ماغدالينا فولارزوك-كوزلوويسكا (بالبولندية: Magdalena Fularczyk-Kozłowska)‏،لاعبة تجديف بولندية، مواليد 16 أيلول (سبتمبر) 1986. ماغدالينا هي بطلة أولمبية وأوروبية وعالمية في رياضة التجديف، حيث حصلت على الميدالية الذهبية في التجديف المزدوج للسيدات في الألعاب الأولمبية الصيفية 2016 في ريو دي جانيرو مع شريكتها نتاليا ماداي. أما في الفترة من 2009 ولغاية 2012، كانت تجدف مع اللاعبة يوليا ميتشالسكا.

## إنجازاها في التجديف
بدأت ماغدالينا التجديف بعد تشجيع مستمر من أحد معلميها في المدرسة. على المستوى الوطني، كان مدربها هو مارتن ويتكويسكي. 
أول نجاحاتها الدولية كات عام 2002 في بطولة العالم للتجديف للشباب، حيث فازت بالميدالية الفضية مع زميلتها باتريشيا بوتيل. 
فازت بالميدالية البرونزية في بطولة العالم عام 2007 مع كاميليا سوسكو.
في بطولة أوروبا عام 2008، فازت مع شريكتها نتاليا ماداي بالميدالية الفضية في التجديف الثنائي وهي أول ميدالية متقدمة تحصل على ماغدالينا. ثم أصبحت شريكتها يوليا ميتشالسكا.
عندما فازت بالميدالية الذهبية في بطولة العالم للتجديف 2009 مع يوليا ميتشالسكا كانت عضوة في أول فريق سيدات بولندي يفوز ببطولة العالم في فئة القوارب الأولمبية. نظراً للإنجازات التي حققتها في بطولة العالم، تم تكريمها بوسام صليب الفارس فئة «ولادة جديدة».
تعطّلت تحضيرات ماغدالينا للمشاركة في الألعاب الأولمبية الصيفية 2012 بسبب حادث مأساوي للعائلة، لكنها على الرغم من ذلك حازت على الميدالية البرونزية مع ميتشالسكا. 
بعد هذه البطولة، عادت للتجديف مع نتاليا ماداي.
ماغدالينا حاصلة أيضاً على ميدالية بطولة العالم في التجديف الرباعي (بطولة العالم للتجديف 2013 مع سلفيا لواندواسكا ويوانا ليسزونسكا ونتاليا ماداي.
بالإضافة إلى ألقابها الدولية، ماغدلينا حائزة على أربع بطولات بولندية وطنية (التجديف الفردي 2009، التجديف الثنائي 2006 و2007 و2009 وجميعها مع يوليا ميتشالسكا).
في الألعاب الأولمبية الصيفية 2016، فازت ماغدلينا بثاني ميدالية أولمبية لها، وأول ميدالية ذهبية أولمبية في سباق التجديف الثنائي للسيدات مع شريكتها ناتاليا ماي.